# Negev
Negev (hebraisk) eller Naqab (arabisk) er et ørkenområde i det sydlige distrikt af Israel. Den største by i området er Beersheba, "Negevs hovedstad".
Byen Dimona 35 km syd fra Beersheba er centrum for Israels kernekraftprogram.
30°30′N 34°55′Ø / 30.5°N 34.92°Ø